# متلازمة شودلي مكولو
متلازمة شودلي مكولو هي اضطراب جيني نادر متميز بفقدان السمع الخلقي (المترقي أحيانًا) ثنائي الجانب والمترافق مع تشوهات الدماغ. تمثل هذه المتلازمة أحد أنواع الصمم المتلازمي.

## الحالات المسجلة
فيما يلي قائمة بجميع الحالات المسجلة في المراجع الطبية لمتلازمة شودلي مكولو.
- 1997: اكتشف شودلي وآخرون الاضطراب عبر نشرهم الحالة الأولى لهذه المتلازمة؛ إذ وصفوا أخًا وأختًا مولودين لأبوين كنديين من أصول مينوناتية وابني عمومة من الدرجة الثانية، أظهر كلا الشقيقين استسقاء الرأس (الناجم عن انسداد ثقبة مونرو) وفقدان السمع الشديد ثنائي الجانب. اعتُقد إبان ذلك أن هذه الحالة عبارة عن متلازمة جديدة منتقلة بصفة وراثية جسدية متنحية (نظرًا إلى إصابة كلا الجنسين، وغياب حالات العدوى داخل الرحم وتمتع الوالدين المتزوجين زواج قربى بصحة جيدة ظاهريًا). [3]
- 1999: وصف هندريكس وآخرون أختين مصابتين بالكيسات العنكبوتية، وفقدان السمع الخلقي، وعدم التخلق الجزئي للجسم الثفني واستسقاء الرأس. على الرغم من عدم وجود قرابة وثيقة بين والديهما، إلا أن أصلهما عائد إلى نفس القرية المعزولة الصغيرة.[4]
- 2000: وصف إيلمير وآخرون أختين من المينوناتيين مصابتين بهذا الاضطراب. عانت الأخت الصغرى من فقدان السمع الخلقي ثنائي الجانب واستسقاء الرأس الناجم عن انسداد ثقبة مونرو. أظهرت هذه الأخت طفرات في جين «إف إم آر 1». عانت الأخت الكبرى بدورها من انتباذ المادة الرمادية، وخلل التنسج القشري، وخلل تكون الجسم الثفني والمخيخ وفقدان السمع الخلقي ثنائي الجانب.[5]
- 2003: وصف أولريش ويلش وآخرون ثلاثة أشقاء (أخين وأخت واحدة) مصابين بفقدان السمع، واستسقاء الرأس، والاتساع غير المتناظر في البطينات الجانبية، والكيسات العنكبوتية، وعدم التخلق الجزئي للجسم الثفني وتشوهات هجرة الخلايا المخيخية.[6]
- 2004: وصف أوسترغارد وآخرون شقيقين (بشكل أكثر تحديدًا أخوين) مولودين لأبوين باكستانيين متزوجين زواج قربى وسليمين ظاهريًا، إذ عانى الأخان من فقدان سمع شديد ثنائي الجانب وعدم تخلق الجسم الثفني المرتبط بتشوهات بنيوية دماغية أخرى.[7]
- 2006: وصف ماتيوتشي وآخرون أختين إيطاليتين مولودتين لأبوين سليمين دون وجود تاريخ من زواج القربى. عانت كلتاهما من تضخم الرأس الناجم عن استسقاء الرأس، وفقدان السمع، وشذوذات بنيوية دماغية، وتأخر نمائي ودرجة خفيفة من شذوذ بنية الوجه. [8]
- 2010: وصف شاهين وآخرون ووالش وآخرون سبعة أفراد مصابين من عائلة فلسطينية ذات تاريخ كبير من زواج الأقارب. عانى هؤلاء الأفراد من فقدان السمع الخلقي الشديد.[9][10]
- 2011: وصف الرشدي وآخرون فتاة بعمر 9 سنوات مولودة لأبوين لبنانيين متزوجين زواج قربى، إذ عانت الفتاة من ضعف السمع طفلي البدء، ونقص تنسج الدودة المخيخية السفلية والجسم الثفني، وكثارة التلافيف الجبهية المجاورة للسهمية، وانتباذ المادة الرمادية تحت القشرية وتضخم الصهريج الكبير. لم يكن هناك انسداد في الثقبة أو شذوذ في النمو الحركي النفسي.[11]
- 2012: وصف ياريز وآخرون عائلة تركية ذات زواج قربى مع 3 أفراد (جميعهم أطفال) مصابين بفقدان السمع الخلقي دون وجود شذوذات أخرى؛ أظهر الأطفال الثلاثة طفرات في جين «جي بّي إس إم 2». أجرى دوهرتي وآخرون في وقت لاحق اختبارات التصوير بالرنين المغناطيسي لفحص أدمغة أفراد العائلة بالإضافة إلى العائلة الفلسطينية المبلغ عنها في السابق. أظهر فرد واحد من الأفراد المصابين للعائلة الفلسطينية وجميع أطفال العائلة التركية شذوذات دماغية مميزة لتشخيص متلازمة شودلي مكولو.[12]
- 2012: وصف دوهرتي وآخرون 12 فردًا مصابًا بمتلازمة شودلي مكولو من 8 عائلات (بما في ذلك العائلة الأولى التي وردت إصابتها بالاضطراب)، إذ امتلكت خمس من أصل ثماني عائلات أصولًا عائدة إلى المينوناتية. عانى جميع هؤلاء المرضى من فقدان سمع شديد ثنائي الجانب مترافق مع تشوهات بنيوية دماغية. اختبر اثنان من هؤلاء المرضى نوبات قابلة للتدبير بينما عانى مريض واحد من إعاقة ذهنية متراوحة بين المعتدلة إلى الشديدة.[13]